# Ka$hdami
David Wallace III  (Las Vegas, Nevada; 16 de diciembre de 2004), más conocido por su nombre artístico, KA$HDAMI, es un rapero y compositor estadounidense. Logró la fama con sus canciones «Reparations!» y «Look N The Mirror!», las cuales ganaron popularidad gracias a SoundCloud y TikTok. Lanzó su primer mixtape, Epiphany, en julio de 2021.

## Primeros años
Wallace nació el 16 de diciembre de 2004 en Las Vegas, Nevada, y fue criado por sus padres. Empezó a tener interés en la música gracias a su padre, quien tenía su propio estudio y trabajó en la industria. Su padre falleció en 2011, cuando Wallace solo tenía 7 años, lo que provocaría que se mudase a Maryland con su familia.
Wallace tiene una hermana gemela.

## Carrera

### 2018: Comienzos
Wallace empezó a hacer música a los 8 años usando la aplicación de chat, ooVoo. A los trece años, compró un micrófono y empezó a grabar en el ordenador de su madre.
Wallace publicó sus canciones "Kappin Up" y “The Humor Tape” en 2018, pero hizo que se desmotivase y se tomase un descanso de la música. En 2020, volvió a la música cuando “Kappin Up” se hizo popular en TikTok, con ayuda de un vídeo musical de WorldStarHipHop.

### 2020: Llegada a la fama
Con una nueva motivación, Ka$hada mi público sus mixtapes #KashDontMiss y 16  en 2020, lo que hizo crecer su cantidad de fans. En enero de 2021, Wallace lanzó su sencillo “Reparations!”, el cual ganó popularidad en varias plataformas, incluyendo TikTok y SoundCloud. Su siguiente sencillo. “Look N The Mirror!” fue similar y también se hizo popular. En mayo de 2021, Ka$hdami hizo su primer contrato profesional con Republic Records.

### 2021-presente:Epiphany&Hypernova
El 14 de julio de 2021, el mixtape, Epiphany fue publicado por Republic, con las apariciones de BabySantana¡ YvngxChris y SSGKobe entre otros. Kashdami y el joven rapero BabySantana publicaron su canción, "14" en el canal de YouTueb de Lyrical Lemonade el 20 de julio de 2021. En septiembre, Kashdami publicó su sencillo, "Public", y seguidamente también la canción, "Intermission", en octubre. El 12 de noviembre de 2021, publicó su mixtape, Hypernova, con una canción en colaboración con Trippie Redd.

## Discografía

### Mixtapes
- The Humor Tape (2018)
- #KashDontMiss (2020)
- 16 (2020)
- Epiphany (2020)
- Hypernova (2021)